# Матео Ретеги
Матео Ретеги (на испански: Mateo Retegui, на италиански: Mateo Retegui) е италиански футболист, който играе като нападател за арабския клуб Ал-Кадисия.
Роден е в Аржентина, но представлява националния отбор на Италия.

## Биография
Ретеги има италианско гражданство, въпреки че е роден и израснал изцяло в Аржентина. Неговият дядо по майчина линия Анджело Димарко емигрира в Аржентина от Каникати (Сицилия).
Син на бившия играч по хокей на трева Карлос Ретеги, който представлява Аржентина като играч и треньор на Панамерикански игри и Олимпийски игри. Сестра му Микаела също е олимпиец в спорта.

## Кариера
Ретеги започва футболната си кариера с Бока Хуниорс, който го подписва от Ривър Плейт. За първи път е включен в първия отбор от треньора Гилермо Барос Скелото през сезон 2017/18 на аржентинската Примера дивисион, когато е на резервната скамейка срещу Арсенал де Саранди и Естудиантес през декември 2017 г. Неговият професионален дебют е на 17 ноември 2018 г., когато се появява в игра в последните минути от домакинската победа с 1:0 над Патронато.
През януари 2019 г. Ретеги е даден под наем на Естудиантес за осемнадесет месеца. Той играе в осем мача във всички турнири през сезон 2018/19, а през 2019/20 вкарва 5 гола в 21 мача.
През февруари 2022 г. Ретеги преминава в Тигре със сделка до края на 2023 г. Става голмайстор на Примера дивисион за 2022 г. с 19 гола.
На 26 юли 2023 г. Ретеги преминава в клуба от Серия А Дженоа с петгодишен договор срещу 15 милиона евро. На 11 август 2023 г. той вкарва първите си два гола за клуба в мач за Купата на Италия срещу отбора от Серия Б Модена.
Ретеги е трансфериран в Аталанта в сделка на стойност 28 милиона евро на 8 август 2024 г. след контузията на предната кръстна връзка на нападателя на Аталанта Джанлука Скамака.

### Национален отбор
Ретеги представлява Аржентина на ниво до 19 и 20 г., включително на последните Южноамерикански игри през 2018 г.
Имайки право да играе за Италия чрез произхода си, през февруари 2023 г. е съобщено, че Ретеги е предварително избран от Роберто Манчини да се присъедини към отбора на адзурите за първите квалификационни мачове за Евро 2024. Ретеги получава първата си официална повиквателна за италианския национален отбор на 17 март 2023 г. и вкарва в своя дебют на 23 март срещу Англия в квалификационен мач за Евро 2024, загубен с 1:2 в Неапол. В следващото си участие на 26 март, Ретеги отбелязва втория гол при победата с 2:0 над Малта като гост. Така става първият футболист, отбелязал гол в първите си два мача за националния отбор откакто Пиерино Прати постига това на 6 и 20 април 1968 г. в квалификационни мачове за Евро 1968 като домакин и като гост срещу България.
На 21 март 2024 г. Ретеги отбелязва два гола при победата с 2:1 над Венецуела. Той е първият играч на Дженоа, който отбелязва гол за Италия след Вирджилио Леврато на летните олимпийски игри през 1928 г. През юни 2024 г. Ретеги е включен от Лучано Спалети в отбора на Италия за Евро 2024.

## Отличия
Бока Хуниорс
- Примера дивисион: 2017/18